# Вишарі
Вишарі́ — село Миргородського району Полтавської області. Населення станом на 2001 рік становило 98 осіб. Входить до складу Білоцерківської сільської громади.

## Географія
Село Вишарі знаходиться на відстані до 1 км від сіл Сидорівщина, Шипоші та Мостовівщина. По селу протікає пересихаючий струмок із загатою. Поруч проходить автомобільна дорога М03.
Віддаль до селища Велика Багачка — 22 км. Найближча залізнична станція Сагайдак — за 30 км.

## Історія
Село було засноване в другій половині XIX ст. як Вишареві хутори. Тоді хутір належав до Остапівської волості Хорольського повіту Полтавської губернії.
У 1868 році Вишареві хутори разом з навколишніми хуторами входили до Балаклійських хуторів.
У 1900 році у Вишаревих хуторах було 24 двори, 124 жителя. Хутір належав до Балаклійського козацтва.
У 1912 році в хуторі Вишаревому було 178 жителів. Хутір належав до Балаклійської волості Хорольського повіту.
У січні 1918 року в селі розпочалась радянська окупація.
У березні 1923 було утворено Радивонівський район у складі трьох волостей; Вишарі увійшли до цього району. Згодом село увійшло до Великобагачанського району.
У 1932–1933 роках внаслідок Голодомору, проведеного радянським урядом, у селі загинув 21 мешканець.
З 14 вересня 1941 по вересень 1943 років Вишарі були окуповані німецько-фашистськими військами.
До жовтня 2016 року Вишарі входили до Корнієнківської сільської ради.
13 жовтня 2016 року шляхом об'єднання Корнієнківської та Рокитянської сільських рад Великобагачанського району була утворена Рокитянська сільська об'єднана територіальна громада з адміністративним центром у с. Рокита.

## Населення

### Мова
Розподіл населення за рідною мовою за даними перепису 2001 року:
| Мова            | Кількість | Відсоток |
| --------------- | --------- | -------- |
| українська      | 96        | 97.96%   |
| російська       | 1         | 1.02%    |
| інші/не вказали | 1         | 1.02%    |
| Усього          | 98        | 100%     |